# 阿尔希尼
阿尔希尼（法語：Archigny，法語發音：[aʁʃiɲi]）是法国新阿基坦大区维埃纳省的一个市镇，位于该省中东部，属于沙泰勒罗区。多条省道经过其境内。

## 地理
阿尔希尼（46°40'23"N, 0°39'6"E）面积66.68 平方千米，位于法国新阿基坦大区维埃纳省，该省份为法国中西部省份，北起曼恩-卢瓦尔省和安德尔-卢瓦尔省，西接德塞夫勒省，南至夏朗德省，东南接上维埃纳省，东临安德尔省。
与阿尔希尼接壤的市镇（或旧市镇、城区）包括：贝勒丰、博讷、博讷伊马图尔、绍维尼、舍讷韦勒、蒙图瓦龙、普勒马丹、拉皮、圣皮埃尔德马耶、圣拉代贡德。

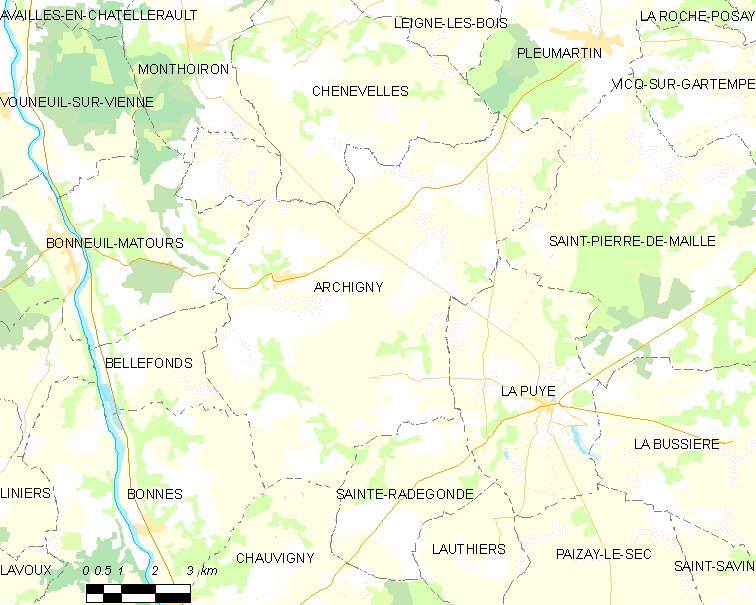
阿尔希尼的OSM定位图

阿尔希尼的时区为UTC+01:00、UTC+02:00（夏令时）。

## 行政
阿尔希尼的邮政编码为86210，INSEE市镇编码为86009。

## 政治
阿尔希尼所属的省级选区为绍维尼县。

## 人口

1962-2008年间阿尔希尼人口变化图示

阿尔希尼于2022年1月1日时的人口数量为1060人。